# Bezblanka koki
Bezblanka koki (Eleutherodactylus coqui) je druh žáby pocházející z ostrova Portoriko, který se jako invazní druh rozšířil na další antilské ostrovy, do Střední Ameriky a na Havaj.
Dosahují délky 3–5 cm, samice jsou o něco větší, rozměry také narůstají s nadmořskou výškou. Základní zbarvení je šedohnědé. Obývají vlhké broméliové lesy, hustota populace činí na Portoriku až dvacet tisíc jedinců na hektar. Aktivní jsou v noci, živí se převážně můrami, pavouky a mravenci, objevují se i případy kanibalismu. K vývoji nepotřebují vodu: vajíčka kladou na mokré listy, do mechu nebo do opuštěných hnízd todiů a samci je hlídají před predátory. U bezblanek proto neexistuje stadium pulce a z vajíček se rodí již plně vyvinutí jedinci.
Český i vědecký rodový název pochází od toho, že bezblanky jako jediné žáby nemají plovací blány mezi prsty. Druhové jméno poukazuje na charakteristické volání samců, dosahující síly až sto decibelů. Slabikou ko zastrašují soupeře, kdežto ki je určeno k vábení samiček.